# Gustaf Wilhelm Leuhusen
Gustaf Wilhelm Leuhusen, född 30 juli 1812 i Ingarö församling, Stockholms län, död 1 augusti 1909 i Oscars församling, Stockholm, var en svensk jurist.

## Biografi
Leuhusen föddes 1812 på Säby i Ingarö församling. Han var son till kaptenen Gustaf Leuhusen och Beata Juliana Gyllenhaal. Leuhusen blev 19 december 1829 student vid Uppsala universitet och avlade 5 oktober 1835 filosofie kandidatexamen. Han genomgick gradualdisputation 1836 och promoverades till filosofie magister 16 juni 1836. De 3 december 1836 avlade han examen till rättegångsverken. Leuhusen blev 22 december 1836 auskultant i Svea hovrätt och 30 januari 1837 extra ordinarie notarie vid nämnda hovrätt. Han blev 28 september 1838 vice notarie i Svea hovrätt och var kanslist vid riksdagen 1840–1841 för Sveriges Riddarhus. Leuhusen blev 4 maj 1841 vice häradshövding och 21 november 1848 häradshövding i Björkekinds, Östkinds och Lösings härads domsaga. Den 28 april 1858 blev han riddare i Nordstjärneorden,  28 januari 1863 kommendör i Nordstjärneorden och 14 maj 1873 kommendör med stora korset i Nordstjärneorden. Leuhusen blev 10 september 1858 blev han justitieråd i Högsta domstolen och stanna där fram till 27 september 1882. Han blev filosofie jubeldoktor 31 maj 1886. Leuhusen avled 1909 i Oscars församling, Stockholm.
Leuhusen ägde från 1886 Säby i Ingarö landskommun och Sundsvik i Turinge landskommun.

### Familj
Leuhusen gifte sig 5 september 1868 på Östanå slott i Kulla församling med Sofia Gustava Boström (1839–1908). Hon var dotter till lagmannen Erik Samuel Boström och Elisabet Gustava Fredenheim. De fick tillsammans dottern Beata Sofia Leuhusen (1869–1926) som var gift med löjtnanten Georg Vilhelm Georgesson Fleetwood.